# Keizerlijke Generale Staf
De Keizerlijke Generale Staf (参謀本部 Sanbō Honbu), werd ook wel het Generale Staf van het leger genoemd.

## Functie
In april 1892 werd het ministerie van Oorlog gecreëerd. De Meijiregering vond dat ministerie van Oorlog en het ministerie van Marine het ministerie van militaire zaken (Hyōbushō) moesten vervangen.
De stafchef van de Generale Staf was een hoog geplaatste officier in het Japanse Keizerlijke Leger en genoot, samen met de minister van Oorlog, minister van Marine en de stafchef van de Generale Staf van de Marine, directe toegang tot de Keizer van Japan. In oorlogstijd, vormde de Keizerlijke Generale Staf een deel van het Keizerlijke Generale Hoofdkwartier, een ad hoc eenheid onder de leiding van de Keizer, gecreëerd om te helpen bij het coördineren van het algehele commando.

## Geschiedenis
Na de omverwerping van het Tokugawa-shogunaat in 1867, en het "herstel" van het keizerlijke bewind. Hadden de leiders van de nieuwe Meiji-regering getracht de kwetsbaarheid van Japan voor het westerse imperialisme te verminderen door systematisch de technologische, bestuurlijke, sociale en militaire praktijken van de Europese grootmachten na te streven. 
Initiaal, onder Ōmura Masujirō werd het nieuw ministerie van Militaire Zaken (Hyōbu-shō) gecreëerd, het Japanse leger werd naar het Franse model gemodelleerd. Echter, na de ongelofelijke overwinning van Pruisen en andere bondgenoten van de Noord-Duitse Bond in de Frans-Duitse Oorlog van 1870/71, was Meiji oligarchy overtuigd van het Pruisische leger model, en in februari 1872 stelde Yamagata Aritomo en Oyama Iwao voor om het Japanse leger naar het Pruisisch model te modelleren. In december 1878 op aandringen van Katsura Tarō die als voormalig militair attaché in Pruisen gediend had, adopteerde de Meiji-regering het Pruisisch/Duitse Generale Staf systeem (Großer Generalstab), welke de onafhankelijkheid van het leger van burgerlijke instellingen van de overheid garandeerde, en er zo voor zorgend dat het leger buiten de inmenging van de politieke partij zou blijven. En direct loyaal aan de keizer zou zijn, dan aan de premier van Japan, die misschien de macht van de keizer zich zou willen toe te eigenen.
De administratieve en operationele taken van het leger waren tussen twee agentschappen verdeeld. Een gereorganiseerd ministerie van Oorlog diende als administratief, bevoorrading en mobiliteits-agentschap van het leger, de Generale Staf had de verantwoording voor het strategisch plannen en de bevelsstructuur.
De stafchef van de Generale staf van het leger, had directe toegang tot de Keizer van Japan en kon onafhankelijk van de regering optreden. Deze complete onafhankelijk van het leger van toezicht door de regering, was in de Meiji-grondwet vastgelegd. 
Yamagata werd in 1878 tot eerste stafchef van de Generale staf benoemd. Met dank aan de invloed van Yamagata, werd de stafchef van de Keizerlijke Generale Staf veel meer machtiger dan de minister van Oorlog. Bovendien een 1900 keizerlijk ordonnantie (militaire ministers waren actieve juridische officieren) (軍部大臣現役武官制 Gumbu daijin gen'eki bukan sei) verordende dat 2 ministers van de verschillende strijdkrachten uit de actieve generaals of luitenant-generaals (admiraals of viceadmiraals) gekozen moesten worden. Door de zittende oorlogsminister te gelasten om af te treden of door generaals te bevelen een benoeming als ministervan Oorlog te weigeren, kan de chef van de Generale Staf het ontslag van het kabinet effectief afdwingen of de vorming van een nieuwe verhinderen.
Van de 17 officieren die diende in de Generale Staf tussen 1879 en 1945, waren 3 lid van de Japanse Keizerlijke familie (namelijk: prins Arisugawa Taruhito, prins Komatsu Akihito en prins Kan'in Kotohito), en genoten zodoende een groot prestige op grond van hun banden met de keizer.
De Amerikaanse bezettingsmacht schaftte de Keizerlijke Generale Staf in september 1945 af.

## Organisatie
De organisatie van de generale staf van het leger, onderging een aantal wijzigingen tijdens zijn bestaan. Onmiddellijk voor het begin van de Pacifische Oorlog, werd de staf opgedeeld in vier operationele afdelingen en een aantal ondersteunende diensten:
Stafchef van de Keizerlijke Generale Staf (generaal of veldmaarschalk)
Vice-stafchef van de Keizerlijke Generale Staf (luitenant-generaal)
- Algemene Zaken (personeel, accounting, medisch, mobilisatie planning)[1]
- G-1 (operaties)
- Strategie en tactiek afdeling
- Landmeetkundige afdeling
- G-2 (inlichtingen)
- Russische afdeling
- Europese en Noord-Amerikaanse afdeling
- China afdeling
- Andere afdelingen
- G-3 (transport en communicatie)
- G-4 (historisch en kaarten)[2]
- G-5 (fortificatie) (van jan. 1889 tot dec. 1908)
- Generale Staf College

## Stafchefs van de Keizerlijke Generale Staf
Opmerking: de opgegeven rang voor elke persoon is de rang die uiteindelijk door de persoon gehouden werd, het is niet de rang die de persoon op het moment van bekleedden van de functie  als hoofd van de generale staf van het leger had. De rang van veldmaarschalk bestond bijvoorbeeld alleen in 1872/73 en vanaf 1898.
| Nr. | Afbeelding | Stafchefs van de Keizerlijke Generale Staf       | Aangetreden      | Einde termijn    | Duur termijn       |
| --- | ---------- | ------------------------------------------------ | ---------------- | ---------------- | ------------------ |
| 1   |            | Veldmaarschalk Yamagata Aritomo (1838–1922)      | 24 december 1878 | 4 september 1882 | 3 jaar, 254 dagen  |
| 2   |            | Veldmaarschalk Oyama Iwao (1842-1916)            | 4 september 1882 | 13 februari 1884 | 1 jaar, 162 dagen  |
| 3   |            | Veldmaarschalk Yamagata Aritomo (1838-1922)      | 13 februari 1884 | 22 december 1885 | 1 jaar, 312 dagen  |
| 4   |            | Prins generaal Arisugawa Taruhito (1835-1895)    | 22 december 1885 | 14 mei 1888      | 2 jaar, 144 dagen  |
| 5   |            | Luitenant-generaal Ozava Takeo (1844-1926)       | 14 mei 1888      | 9 maart 1889     | 301 dagen          |
| 6   |            | Prins generaal Arisugawa Taruhito (1835-1895)    | 9 maart 1889     | 15 januari 1895  | 5 jaren, 318 dagen |
| 7   |            | Prins veldmaarschalk Komatsu Akihito (1846-1903) | 26 januari 1895  | 20 januari 1898  | 2 jaar, 359 dagen  |
| 8   |            | Generaal Kawakami Soroku (1848-1899)             | 20 januari 1898  | 11 mei 1899      | 1 jaar, 111 dagen  |
| 9   |            | Veldmaarschalk Oyama Iwao (1842-1916)            | 16 mei 1899      | 20 juni 1904     | 5 jaren, 35 dagen  |
| 10  |            | Veldmaarschalk Yamagata Aritomo (1838-1922)      | 20 juni 1904     | 20 december 1905 | 1 jaar, 183 dagen  |
| 11  |            | Veldmaarschalk Oyama Iwao (1842-1916)            | 20 december 1905 | 11 april 1906    | 112 dagen          |
| 12  |            | Generaal Kodama Gentaro (1852–1906)              | 11 april 1906    | 23 juli 1906     | 103 dagen          |
| 13  |            | Veldmaarschalk Oku Yasukata (1847–1930)          | 30 juli 1906     | 20 januari 1912  | 5 jaren, 174 dagen |
| 14  |            | Veldmaarschalk Hasegawa Yoshimichi (1850–1924)   | 20 januari 1912  | 17 december 1915 | 3 jaren, 331 dagen |
| 15  |            | Veldmaarschalk Uehara Yūsaku (1856–1933)         | 17 december 1915 | 17 maart 1923    | 7 jaren, 90 dagen  |
| 16  |            | Generaal Kawai Misao (1864–1941)                 | 17 maart 1923    | 2 maart 1926     | 2 jaren, 350 dagen |
| 17  |            | Generaal Suzuki Soroku (1865–1940)               | 2 maart 1926     | 19 februari 1930 | 3 jaren, 354 dagen |
| 18  |            | Generaal Kanaya Hanzo (1873–1933)                | 19 februari 1930 | 23 december 1931 | 1 jaar, 307 dagen  |
| 19  |            | Prins veldmaarschalk Kan'in Kotohito (1865–1945) | 23 december 1931 | 3 oktober 1940   | 8 jaren, 285 dagen |
| 20  |            | Veldmaarschalk Hajime Sugiyama (1880–1945)       | 3 oktober 1940   | 21 februari 1944 | 3 jaren, 141 dagen |
| 21  |            | Generaal Hideki Tojo (1884–1948)                 | 21 februari 1944 | 18 juli 1944     | 148 dagen          |
| 22  |            | Generaal Yoshijirō Umezu (1882–1949)             | 18 juli 1944     | september 1945   | 1 jaar, 45 dagen   |